# Arnold Kadlec
Arnold Kadlec (* 8. Januar 1959 in Most, Tschechoslowakei) ist ein ehemaliger tschechischer Eishockeyspieler.

## Karriere
Arnold Kadlec begann seine Karriere als Eishockeyspieler in der Nachwuchsabteilung von CHZ Litvínov, für dessen Seniorenmannschaft er von 1976 bis 1978 in der 1. Liga, der höchsten tschechoslowakischen Spielklasse, aktiv war. Anschließend musste er seinen Militärdienst ableisten und spielte von 1978 bis 1980 für den Armeesportverein ASD Dukla Jihlava, ehe er für weitere neun Jahre zu CHZ Litvínov zurückkehrte. Die Saison 1989/90 verbrachte der Verteidiger bei Lukko Rauma in der finnischen SM-liiga. Zur folgenden Spielzeit wechselte er zum SHC Fassa aus der italienischen Serie A1. Zuletzt lief der zweifache Olympiateilnehmer in der Saison 1991/92 für den KHL VTJ Chomutov in der 1. ČNHL, der zweiten tschechoslowakischen Spielklasse, auf, ehe er seine Karriere im Alter von 33 Jahren beendete. 

### International
Für die Tschechoslowakei nahm Kadlec im Juniorenbereich ausschließlich an der U20-Junioren-Weltmeisterschaft 1979 teil, bei der er mit seiner Mannschaft die Silbermedaille gewann. Im Seniorenbereich stand er im Aufgebot seines Landes bei den Weltmeisterschaften 1981, 1982, 1983, 1985 und 1986 sowie bei den Olympischen Winterspielen 1980 in Lake Placid und 1984 in Sarajevo. Bei der Weltmeisterschaft 1981 gewann er mit der Tschechoslowakei die Bronze-, bei den Weltmeisterschaften 1982 und 1983 sowie den Olympischen Winterspielen 1984 jeweils die Silber- und bei der Weltmeisterschaft 1985 die Goldmedaille. Des Weiteren trat er für die Tschechoslowakei 1981 beim Canada Cup an, bei dem er in das All-Star Team gewählt wurde.

## Erfolge und Auszeichnungen
- 1979 Silbermedaille bei der U20-Junioren-Weltmeisterschaft
- 1981 Bronzemedaille bei der Weltmeisterschaft
- 1981 Canada Cup All-Star Team
- 1982 Silbermedaille Weltmeisterschaft
- 1983 Silbermedaille Weltmeisterschaft
- 1984 Silbermedaille bei den Olympischen Winterspielen
- 1985 Goldmedaille Weltmeisterschaft
- 2013 Mitglied der tschechischen Eishockey-Ruhmeshalle